# 蒋厚琳
蒋厚琳（1958年—），江苏淮安人，汉族，中华人民共和国政治人物、全国人民代表大会安徽地区代表。
毕业于安徽大学哲学系哲学专业。加入中国农工民主党。担任安徽省人民政府监察厅副厅长。2008年起担任全国人大代表。2013年，担任全国人大代表。